# Affaire Tinner
L'Affaire Tinner implique trois ingénieurs suisses dont le père et le fils de la famille Tinner, Urs et Marco, soupçonnés de participer à la prolifération nucléaire.

## Affaire
Ils auraient aidé la Libye à développer des centrifugeuses à gaz destinées à l'enrichissement de l'uranium entre 2001 et 2003 et auraient notamment été en contact avec le « père » de la bombe nucléaire pakistanaise Abdul Qadeer Khan. Selon des révélations de la délégation des commissions de gestion — commission parlementaire chargé de contrôler les activités liées à la sécurité de l'État —, les personnes impliquées dans l'« affaire Tinner », du nom des trois ingénieurs (père et fils) de Saint-Gall, qui auraient alimenté le réseau de contrebande nucléaire du « père » de la bombe atomique pakistanaise,  travaillaient aussi pour la CIA.

## Justice

### Instruction
Le juge Müller n'a pas reçu l'autorisation d'accès à une cinquantaine de pages cruciales, caviardées dans le dossier Tinner (qui compte 38 classeurs fédéraux). Ces pages contiendraient des plans de construction d’une arme atomique. Au nom de la raison d'État, le Conseil fédéral les fait détruire en 2007. Des copies ont été retrouvées par l’administration après-coup, le Conseil fédéral a pris une décision semblable pour les fac-similés. Ils sont stockés pour l’heure, en attente de leur élimination.

### Décisions
Le 22 janvier 2009, le Tribunal pénal fédéral, plus haute instance pénale du pays, rejette un recours du Ministère public de la Confédération qui s'opposait à la libération du dernier membre encore en détention depuis octobre 2004 de la famille de trois ingénieurs suisses soupçonnés d'être impliqués dans une contrebande de matériel pour le programme nucléaire libyen.

## Filmographie
- Hansjürg Zumstein, Der Spion, der aus dem Rheintal kam: Wie ein Schweizer Mechaniker die Welt veränderte., Schweizer Fernsehen. Diffusion le 22 janvier 2009.